# Gmina Ostrzeszów
Die Gmina Ostrzeszów ['ɔ'stʃɛʃuf] ist eine Stadt-und-Land-Gemeinde im Powiat Ostrzeszowski der Woiwodschaft Großpolen in Polen. Ihr Sitz ist die gleichnamige Stadt (deutsch Schildberg) mit etwa 14.000 Einwohnern.

## Gliederung
Die Stadt- und Landgemeinde (gmina miejsko-wiejska) Ostrzeszów besteht aus den folgenden Ortschaften:
| Name                  | deutscher Name (1815–1918)                | deutscher Name (1939–1945)         |
| --------------------- | ----------------------------------------- | ---------------------------------- |
| Bledzianów            | Bledzianow 1908–1918 Blessenau            | Blessenau                          |
| Jesiona               | Jeschune                                  | Jeschene                           |
| Kochłowy              | Kochlow                                   | 1939–1943 Kochel 1943–1945 Kochlau |
| Korpysy               | Ottosberg                                 | Ottosberg                          |
| Kotowskie             | Kottowski                                 | Kotowski                           |
| Kozły                 | Cäcilienthal                              | Cäciliental                        |
| Kuźniki               | Falkenhain                                | Falkenhain                         |
| Marydół               | Marienthal                                | Mariental                          |
| Myje                  | Kamillenthal                              | Kamillental                        |
| Najmów                | Naumannshof                               | Naumannshof                        |
| Niedźwiedź            | Bärwalde                                  | Bärwalde                           |
| Olszyna               | Olszyna                                   | Silgendorf                         |
| Ostrzeszów            | Schildberg                                | Schildberg                         |
| Ostrzeszów-Pustkowie  | Pustkowie                                 | ?                                  |
| Potaśnia              | Maria Alois                               | Maria Alois                        |
| Rejmanka              | Reymannshof                               | Reymannshof                        |
| Rogaszyce             | Rogaszyce                                 | Horneck                            |
| Rojów                 | Rojow                                     | Royhof                             |
| Siedlików             | Siedlikow                                 | Althütte                           |
| Szklarka Myślniewska  | Szklarka Myslniewska 1908–1918 Luisenthal | Luisental                          |
| Szklarka Przygodzicka | Glasdorf                                  | Glasdorf                           |
| Turze                 | Turze                                     | Tischendorf                        |
| Zajączki              | Zajontschki                               | Hasenheide                         |